# Кудлак Віталій Ярославович
Віталій Ярославович Кудлак (нар. 28 грудня 1981, с. Клебанівка, Україна) — український громадсько-політичний діяч, педагог. Кандидат економічних наук (2008). Голова Шумської РДА (з 30 січня 2020 до 12 лютого 2021), Кременецької РДА (з 12 лютого 2021).

## Життєпис
Віталій Кудлак народився 28 грудня 1981 року в селі Клебанівка Підволочиського району Тернопільської области України.
Закінчив Тернопільську академію народного господарства (2004, нині Західноукраїнський національний університет; спеціальність — економіка підприємств), аспірантуру Київського національного університету імені Тараса Шевченка (2007).
Працював старшим викладачем (2007), проректором з наукової роботи (2008—2009) кафедри загальноекономічних дисциплін Приватного вищого навчального закладу «Інститут економіки та підприємництва»; викладачем на кафедрах «Економічної теорії» та «Державного управління та економіки» (2009—2014), доцентом кафедри «Економіки і фінансів» Тернопільського національного технічного університету (2014—2019).

### Наукова діяльність
У 2008 році захистив кандидатську дисертацію «Теорія і практика ринкового реформування в економічній спадщині М. Х. Бунге».
Автор 50 публікацій.
Праці:
- Кудлак В., Кудлак Г. Ринкові реформи М.Х. Бунге на посаді Міністра фінансів Російської імперії (кінець ХІХ ст.; 2009);
- Кудлак, В.«Валютні війни» — характерна риса сучасних міжнародних валютних відносин (2011);
- Кудлак, В. Сучасний етап розвитку соціального партнерства в Україні (2011);
- Кудлак, В. Міжнародна інвестиційна позиція України: сучасний стан та динаміка розвитку (2012);
- Кудлак, В. Становлення та розвиток концепції людського розвитку (2012);
- Кудлак, В. Фіскальна система російської імперії та її реформування наприкінці ХІХ століття (2012);
- Кудлак, В. Україна в системі міжнародної міграції робочої сили: сучасний стан та тенденції розвитку (2013);
- Кудлак, В. Становлення економічної науки в Україні (2014)
- Кудлак, В. Я. Бізнес в мережі Інтернет (2014);
- Кудлак, В. Проблеми та перспективи іноземних інвестицій в Україні (2015);
- Кудлак, В. Сучасний стан та тенденції розвитку туристичної галузі в Україні та світі (2015);
- Левицький В., Кудлак, В. Історія та перспективи сучасного розвитку легкої промисловості України (2015);
- Кудлак, В. Особливості процесу становлення професійної економічної науки в Україні (2016);
- Кудлак, В. Фінансове планування та прогнозування. Курс лекцій (2016);
- Кудлак, В. Методичні вказівки та основні вимоги до підготовки, оформлення і захисту курсового проекту з дисципліни «Фінансове планування та прогнозування» для студентів спеціальності Кудлак, В. «Фінанси і кредит» (2015);
- Кудлак, В. Формування бізнес-плану підприємства для студентів спеціальності 6.030504«Економіка підприємства» : Курс лекцій (2016);
- Кудлак, В. Енергобезпека як основа економічної незалежності України (2016);
- Кудлак, В. Фінансове планування та прогнозування : Курс лекцій (2016);
- Кудлак, В. Історичні особливості процесу зародження та розвитку економічної науки на теренах України (2016);
- Кудлак, В.Методичні вказівки та основні вимоги до підготовки, оформлення та захисту курсових робіт з дисципліни «Формування бізнес-плану підприємства» (2016);
- Кудлак, В.Формування бізнес-плану підприємства. Курс лекцій. (2016);
- Кудлак, В.Методичні вказівки та основні вимоги до підготовки, оформлення та захисту курсових робіт з дисципліни «Формування бізнес-плану підприємства» (2016);
- Кудлак, В.Сучасні соціально-економічні проблеми теорії та практики розвитку економічних систем : Монографія (2016);
- Кудлак, В. Сутність та структура витрат підприємства (2017);
- Кудлак, В.Методичні вказівки до вивчення дисципліни «Бізнес-планування» для студентів денної форми навчання ОКР «Бакалавр» за напрямом підготовки 6.051702 «Технологічна експертиза та безпека харчової продукції» (2017);
- Конкульовська, Ю. Кудлак, В. Моделювання та економічне оцінювання фінансової діяльності бюджетної організації (2018);
- Кудлак, В. Сучасний стан та динаміка доходів населення (2018);
- Борис, В. Кудлак, В. Особливості фінансування капітальних вкладень вітчизняних підприємств (2018);
- Кудлак, В.Методичні вказівки для підготовки до складання екзамену з фаху для студентів денної форми навчання освітнього рівня «Бакалавр» за напрямом підготовки 6.030504 «Економіка підприємства», спеціальністю 0 (2018);
- Кудлак, В.Методичні вказівки для підготовки до складання екзамену з фаху для студентів денної форми навчання освітнього рівня «Бакалавр» за напрямом підготовки 6.030504 «Економіка підприємства», спеціальністю 076 «Підприємництво, торгівля та біржова діяльність» (2018);
- Кудлак, В. Динаміка демографічних процесів в Україні та її вплив на національну економіку (2019);
- Кудлак, В. Проблеми та перспективи розвитку соціального партнерства в Україні;
- Кудлак, В. Динаміка демографічних процесів в Україні та ії вплив на національну економіку;
- Кудлак, В. Роль соціального чинника у реформаторській діяльності М. Х. Бунге;
- Кудлак, В. Фіскальна система Російської імперії та ії реформування наприкінці Х1Х століття;
- Кудлак, В. Еволюція економічних поглядів М.Бунге у контексті парадигмального розвитку економічної теорії другої половини ХІХ ст.;
- Кудлак, В. Ринкові реформи М. Х. Бунге на посаді міністра фінансів Російської імперії (кінець 19 ст.).

### Громадсько-політична діяльність
У 2010 році від партії «Фронт змін» балотувався до Тернопільської обласної ради. Голова громадської організації «Демократичний альянс Тернопільщини». Член політичної партії «ДемАльянс». У 2019 році — довірена особа кандидата у Президенти України Анатолія Гриценка та керівник штабу в Територіальному виборчому окрузі № 163.
Депутат Кременецької районної ради (з 2020).
Голова Шумської РДА (з 30 січня 2020 до 12 лютого 2021), Кременецької РДА (з 12 лютого 2021).

## Родина
Віталій Кудлак із дружиною Галиною виховують двох доньок — Дарину та Катерину.